# C27 (Namibië)
De C27 is een secundaire weg in het zuidwesten van Namibië. De weg loopt van Helmeringhausen via Betta naar Sesriem. 
De C27 is 260 kilometer lang en loopt door de regio's !Karas en Hardap.